# ニール・グレイストン
ニール・グレイストン（Neil Grayston, 1981年3月24日 - ）は、カナダ出身の俳優である。

## 出演作品

### テレビシリーズ
- ユーリカ 〜地図にない街〜（ダグラス・ファーゴ）
- ウェアハウス13 〜秘密の倉庫 事件ファイル〜 シーズン2,3
- SUPERNATURAL スーパーナチュラル